# Sinfonie in Fis (Korngold)

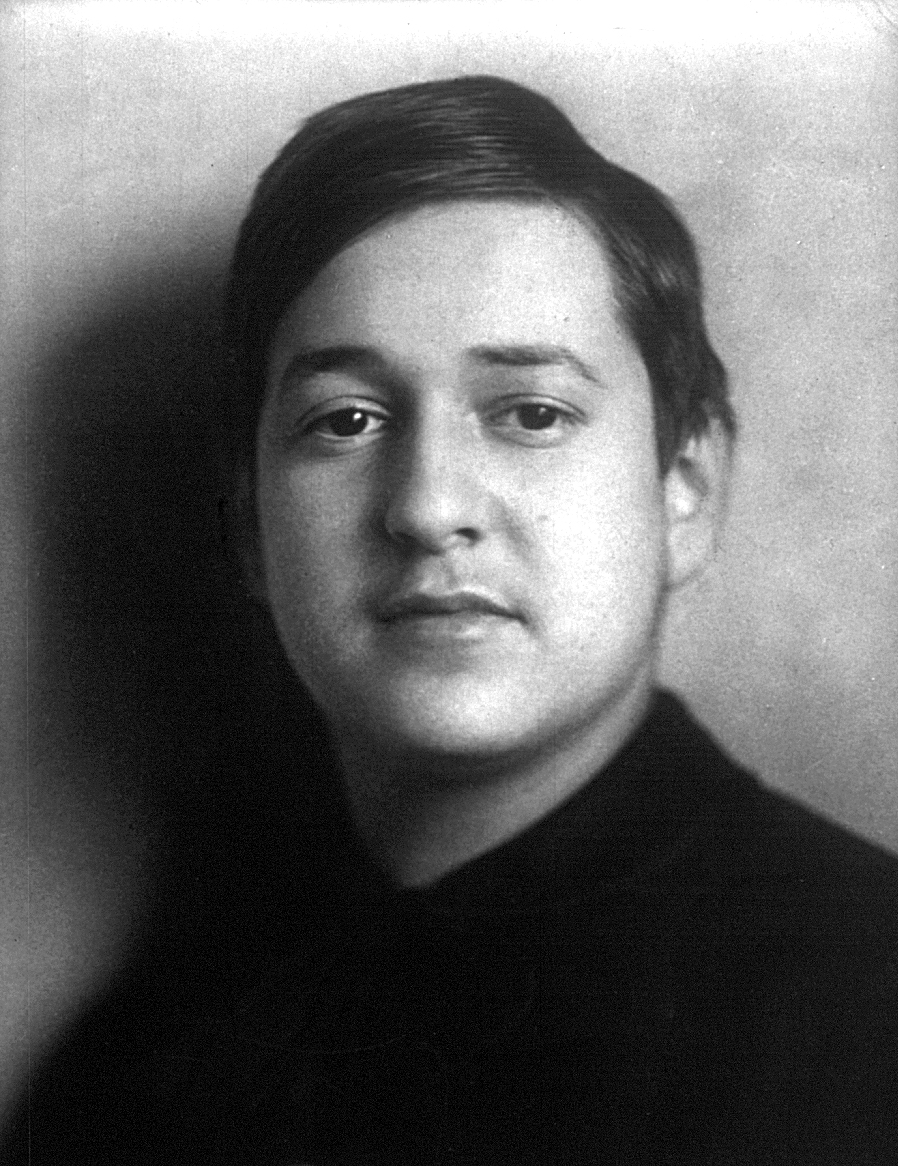
Erich Wolfgang Korngold

Die Sinfonie in Fis op. 40 des österreichisch-US-amerikanischen Komponisten Erich Wolfgang Korngold (1897–1957) wurde 1952 abgeschlossen und 1954 uraufgeführt.

## Entstehung
Korngold fasste 1947 Pläne zur Komposition einer Sinfonie. Konkrete Teile entstanden ab 1949 auf seiner ersten, insgesamt enttäuschend verlaufenen Europareise nach dem Zweiten Weltkrieg. Korngold hatte sich als Filmkomponist in Kalifornien etabliert und war seit 1943 US-Staatsbürger. In Europa waren Korngolds frühe Erfolge (etwa Die tote Stadt) mittlerweile jedoch fast vergessen, auch infolge der nationalsozialistischen Aufführungsverbote jüdischer Komponisten; sein Kompositionsstil galt angesichts neuer Strömungen nach dem Zweiten Weltkrieg zudem als überholt.
Im November 1949 teilte er seiner Mutter brieflich aus Wien mit, der erste Satz sei skizziert, das Scherzo und der langsame Satz im Kopf bereits fertig. Zum  Abschluss brachte er seine Sinfonie in Fis op. 40 jedoch erst im Dezember 1952, inzwischen zurück in den USA. Sie blieb die einzige des Komponisten (es existieren Entwürfe zu einer 2. Sinfonie, die der 1957 verstorbene Korngold jedoch nicht mehr ausführen konnte). Das Werk ist dem Andenken des 1945 verstorbenen US-Präsidenten Franklin Delano Roosevelt gewidmet.

## Besetzung und Aufführungsdauer
Die Partitur fordert ein großes Orchester mit erweitertem Schlagzeug: 3 Flöten (auch Piccolo), 2 Oboen, 2 Klarinetten, Bassklarinette, 2 Fagotte, Kontrafagott, 4 Hörner, 3 Trompeten, 4 Posaunen, Tuba, Pauken, Schlagzeug (3 Spieler) mit Großer Trommel, Becken, Gong, Glockenspiel, Xylophon und Marimba, Harfe, Klavier, Celesta und Streicher (gefordert sind 16 Erste und 14 Zweite Violinen, 10 Bratschen, 10 Violoncelli und 8 Kontrabässe).
Die Aufführungsdauer der Sinfonie beträgt etwa 50 Minuten.

## Charakterisierung und Aufbau
Die Tonart Fis wird selten für sinfonische Werke verwendet; ein bekanntes Beispiel ist die unvollendete 10. Sinfonie Gustav Mahlers, zu dessen Schaffen sich auch in der Sinfonie Korngolds manche Anklänge finden. Die Tonart in Korngolds Sinfonie pendelt permanent zwischen Dur und Moll und wird erst am Ende zum triumphalen Fis-Dur geführt. Die Sinfonie ist 4-sätzig, wobei das Scherzo an zweiter Stelle platziert ist:
1. Moderato ma energico
Am Beginn stehen unwirsch wirkende, synkopische Schläge des Orchesters, gefolgt von einem komplexen Hauptthema in der Klarinette. Die weitere Entwicklung wird durch teils dissonante Verläufe geprägt. Auch das auf (für Korngold typischen) Quarten und Quinten basierende lyrische Nebenthema und einzelne optimistischer wirkende Passagen können den insgesamt düster-tragischen Satz, der leise verklingt, nicht entscheidend aufhellen.
2. Scherzo: Allegro molto – Trio: Molto meno (Tranquillo)
Ein vorwärtsdrängender, tarantellaartiger, brillant instrumentierter A-Teil umrahmt ein zweimal wiederkehrendes, durch ein mysteriöses, chromatisch-absteigendes Thema geprägtes Trio.
3. Adagio: Lento
Der langsame und zugleich längste Satz der Sinfonie trägt den Charakter eines Trauermarschs und gemahnt zuweilen an Anton Bruckner. Korngold verwendet hier in abgewandelter Form Elemente früherer Filmmusiken: Das Hauptthema beruht auf einem Motiv aus Günstling einer Königin, das zweite Thema auf dem Main Title von Unter Piratenflagge, die Durchführung greift auf das Leitmotiv von Ein rastloses Leben zurück.
4. Finale: Allegro gaio
Der Schlusssatz in Form eines Rondos greift kaleidoskopartig auf Themen der vorangehenden Sätze zurück. In nunmehr optimistischer Grundhaltung wird am Ende die Coda des 1. Satzes aufgenommen, jedoch zu einem triumphal wirkenden Schluss geführt.

## Uraufführung und Rezeptionsgeschichte
Die Uraufführung erfolgte im Rahmen einer Rundfunkübertragung am 17. Oktober 1954 im Großen Sendesaal des Rundfunks Wien. Harold Byrns leitete die Wiener Symphoniker. Korngold war von der Leistung des Dirigenten nicht angetan, wenngleich Publikum und Presse das Werk insgesamt positiv aufnahmen. Dennoch kam es zu Lebzeiten des Komponisten nur noch zu zwei weiteren Aufführungen (Münchner Philharmoniker unter Leitung von Jan Koetsier und Grazer Philharmonisches Orchester unter Leitung von Alois Melichar, jeweils 1955). Bruno Walter bescheinigte der Sinfonie 1955, sie sei „ein wichtiges Werk mit einer originellen thematischen Substanz, von einer seltenen emotionalen Kraft und einer meisterlich symphonischen Form“, konnte jedoch altersbedingt keine Aufführung mehr übernehmen.
Erst 1972 brachte Rudolf Kempe mit den Münchner Philharmonikern das Werk zu einer erneuten Aufführung und nahm es außerdem auf Schallplatte auf. 1988 folgte eine Einspielung unter Werner Andreas Albert. Mittlerweile liegen einige weitere Aufnahmen vor, etwa unter dem Dirigat von Franz Welser-Möst, André Previn und Marc Albrecht.
Der erste Satz wurde über längere Strecken im Haferkamp-Tatort Zwei Leben von 1976 verwendet.